# Felelősségbiztosítás
A felelősségbiztosítás a biztosítási szerződés egy speciális fajtája, az ott találhatóak tehát maradéktalanul hatályosulnak az itt említett kivételekkel.

## Tartalma
Felelősségbiztosítási szerződés alapján a biztosított követelheti, hogy a biztosító a szerződésben megállapított mértékben mentesítse őt olyan kár megtérítése alól, amelyért jogszabály szerint felelős és amelyet neki kellene megtéríteni a károsult részére.
Az új Ptk. szerint a biztosítás kiterjed az eljárási költségekre, ha e költségek a biztosító útmutatásai alapján vagy előzetes jóváhagyásával merültek fel. A biztosított kérésére a biztosítónak a költségeket meg kell előlegeznie. A biztosítónak a károkozó biztosított jogi képviseleti költségeit és a kamatokat akkor is meg kell térítenie, ha ezek a kártérítési összeggel együtt a biztosítási összeget meghaladják. (Ptk. 6:470. § (1)-(2))
Szerkezete hárompólusú:
- a biztosítási esemény bekövetkezése után lesz egy károsult, aki a kárigényét jogosult érvényesíteni, de a biztosító ellen közvetlenül nem fordulhat (kivéve a kötelező gépjármű-felelősségbiztosítást)
- a károkozó, egyben biztosított, a károsulttal szemben kártérítésre köteles, nem hivatkozhat felelősségbiztosítása fennállására sem; jogosult viszont a biztosítót felhívni a teljesítésre
- a biztosító jogosultságai és kötelezettségei a biztosítottal szemben állnak fenn, ennek ellenére a károsult javára és kezéhez teljesít

## Kötelező gépjármű-felelősségbiztosítás
Gépjármű közúti forgalomban csak akkor vehet részt, ha üzembentartója érvényes gépjármű-felelősségbiztosítással rendelkezik. Ez kötelezi a biztosítót és az üzembentartót egyaránt. A biztosító a szerződés alapján összegszerű korlátozással köteles helytállni a károsulttal szemben. A károsult pedig közvetlenül a biztosítóval szemben is érvényesítheti kártérítési igényét.

## Szakmai felelősségbiztosítás
A szakmai felelősségbiztosítást vállalkozások köthetik, szakmai hibával okozott kárra fizet a biztosítás. Néhány speciális, nagy felelősséggel járó szakmára jogszabály kötelező teszi a szakmai felelősségbiztosítás kötését. Például az orvosok és egészségügyi szolgáltatók csak szakmai felelősségbiztosítás birtokában kapnak engedélyt az ÁNTSZ-től, a vagyonvédelemmel foglalkozó cégeknek szakmai felelősségbiztosítás szintén szükséges a rendőrségi engedélyhez. Könyvelőknek és tervezőknek nem kötelező, mégis előnyt jelent, hogy ha kárt okoznak, akkor egy biztosító áll helyt, ez az ügyfeleik számára biztonságot ad, és ők se mennek csődbe attól, hogy kárt okoztak valakinek.

## Felelősségbiztosítás külföldön

### Németország
Németországban minden korosztály (pl. Privathaftpflichtversicherung für Senioren), foglalkozás (pl. Berufshaftpflichtversicherung) és élőlény (pl. Tierhaftpflichtversicherung) számára van egy felelősségbiztosítás: egyes tartományokban (Berlin, Hamburg, Alsó-Szászország, Szász-Anhalt, Türingia) például kutyatulajdonosok számára kötelező.
A német felelősségbiztosítás nem csak Németországban, hanem Németországon kívül is érvényes és indokolt esetetekben az önkár is térítésre kerül. Gyermekek, illetve 7 éven aluliak által okozott károk nem kerülnek kifizetésre.

### Franciaország
A francia jog, a Code Civile §1382-es paragrafusa szerint, minden személy, aki egy harmadik fél számára kárt okoz, felelősséggel tartozik a károsodásért.
Franciaországban kétfajta felelősségbiztosítás létezik, responsabilité civile privát személyeknek, illetve a responsabilité civile professionelle cégeknek. Utóbbi például jogászok, orvosok és építészek számára kötelezö